# 임세은
임세은(1981~)은 민생경제연구소 소장으로 일하다가 2020년 4월 대통령비서실 청년소통정책관을 거쳐 동년 9월 부대변인에 임명되었다.

## 학력
- 1997년 ~ 2000년 : 미림여자고등학교
- 2001년 ~ 2006년 : 이화여자대학교 경제학 학사
- 2008년 ~ 2011년 : 성균관대학교 경영대학원 경영학 석사

## 경력
- 2006년 7월 ~ 2011년 2월 : 한화증권
- 2011년 3월 ~ 2018년 3월 : 미래에셋대우 선임매니저
- 2014년 4월 ~ 2014년 5월 : 새정치민주연합 서울특별시당 6.4 동시지방선거 공직선거후보자 추천관리위원회 위원
- 2015년 3월 ~ 2015년 4월 : 새정치민주연합 서울특별시당 4.29 재보궐선거 공직선거후보자 추천관리위원회 위원
- 2015년 4월 ~ 2020년 4월 : 경제정의실천시민연합 경제정의연구소 기업평가위원
- 2015년 5월 ~ 2016년 8월 : 새정치민주연합, 더불어민주당 전국청년위원회 운영위원
- 2015년 7월 ~ 2016년 1월 : 새정치민주연합, 더불어민주당 중앙위원
- 2017년 3월 ~ 2019년 2월 : 성공회대학교 사회과학부 겸임교수
- 2018년 3월 ~ 2020년 3월 : IBK투자증권 사외이사
- 2018년 4월 ~ 2020년 4월 : 민생경제연구소 소장
- 2019년 10월 ~ 2020년 4월 : 더불어민주당 서울특별시당 청년정책특별위원회 위원장
- 2019년 12월 ~ 2020년 4월 : 더불어민주당 전략공천관리위원회 위원
- 2020년 4월 ~ 2020년 9월 : 대통령비서실 청년소통정책관
- 2020년 9월 ~ 2021년 11월 : 대통령비서실 부대변인[4]
- 공공정책연구원 부원장
- 더불어민주당 국민소통위 상임 부위원장